# 森詳介
森 詳介（もり しょうすけ、1940年〈昭和15年〉8月6日- ）は、日本の実業家。
関西電力取締役会長を退任後に相談役となったが、森山栄治元福井県高浜町助役との間の金品受領・便宜供与問題で、八木誠、岩根茂樹と謀り隠蔽を主導したとして、特に大きな責任があると第三者委員会から指弾され辞任し、関西電力から1億7000万円の損害賠償請求訴訟を受けた。

## 略歴・人物
1959年（昭和34年）大阪府立大手前高等学校を卒業。大手前高校では柔道の部活動を3年生の夏休みまで続けており、部活に指導に来た先輩が京都大学の柔道部員であり、京大に入学したいというよりも京大柔道部へ入りたくて京大へ進学した。
1963年3月に京都大学工学部電気工学科を卒業し、同年4月に関西電力株式会社に入社。1981年6月に同社の工務部 運営課長となり、1984年12月に同社大阪南支店 次長。1987年6月に系統運用部 次長。1989年（平成元年）6月に工務部長。1990年12月に副支配人 工務部長。1994年6月に支配人 企画室長 兼 立地環境本部長附。1997年5月に支配人 企画室長 併 経営改革推進室長 兼 立地環境本部長附。
同年6月に取締役電力システム室長に就任。1999年6月に常務取締役。2001年6月に取締役副社長となり、2005年6月に取締役社長に就任した。
2007年7月に原子力発電環境整備機構（NUMO）の理事（非常勤）に就任 し、翌2008年6月に電力各社の任意団体電気事業連合会の会長にも就任。同年6月には日本原燃の取締役会長（社外取締役）にも就任しており、同年7月1日には原子力発電環境整備機構（NUMO）の評議員に就任する。2010年6月に関西電力取締役会長に就任する。同年、電気事業連合会会長を退任した。
なお、2012年6月28日のかんでんエンジニアリングの役員一覧では監査役（非常勤）となっている。同年6月29日に日本原子力発電の取締役（非常勤）を退任している。

## 関電以外の役職・活動
関電や電力業界の役職以外では、2006年3月16日にANAの取締役（非常勤）に就任 したほか、同年5月13日に西日本実業柔道連盟の会長に就任。
2008年6月20日の財団法人日中経済協会の役員名簿には副会長（非常勤）となっており、2009年3月24日の財団法人世界平和研究所の役員名簿には理事（非常勤）となっている。
2011年5月23日に関西経済連合会の第14代会長となり、同年6月16日に財団法人国際超電導産業技術研究センターの理事長（非常勤）にも就任。同年7月の社団法人民間活力開発機構の役員名簿では同機構の理事（非常勤）となっている。
また、同年11月22日にベトナムで開かれた第5回日越経済討論会に参加している。
2012年3月16日の文化庁の報道発表では関西元気文化圏推進協議会の会長となり、同年8月24日のインテックス大阪の役員名簿では顧問（非常勤）に就任。同年10月1日の財団法人国土技術研究センターの「JICEの概要」では評議員にもなっており、同年12月1日の関電システムソリューションズの会社概要では監査役（非常勤）にも就任している。
2013年1月1日の公益財団法人日本生産性本部の幹事会幹事一覧に加わっている ほか、同年の大阪大学の役員等の名簿では経営協議会委員となっている。
2017年、「（2025年日本国際博覧会〈大阪・関西万博〉誘致の）2025日本万国博覧会誘致委員会」の副会長に就任 し、翌2018年に公益財団法人国際高等研究所理事長となった。なお、2020年（令和2年）ANAホールディングス取締役候補から辞退している。同年善管注意義務違反があったとして、関西電力から1億7000万円の損害賠償請求訴訟が大阪地方裁判所になされた。

## 役員報酬填補事件
中村直人弁護士が委員長を務めた関西電力コンプライアンス委員会によると、役員報酬補填問題では、森が部下に指示することで役員報酬補填の検討が始められたと認定され、部下の八嶋康博元取締役副社長とともに、法令違反の可能性を指摘された。これを受け、関西電力では既に提訴されている森の他、八嶋元副社長の追加提訴が行われた。
2021年11月9日、元福井県高浜町元助役の森山栄治との間の金品受領・便宜供与問題や役員報酬補填問題などで、会社法の収賄や特別背任などで市民団体から刑事告発を受け捜査を行っていた大阪地検特捜部は、森ら告発された9人全員を嫌疑不十分で不起訴処分とした。
市民団体はこれを不服として大阪第2検察審査会に審査を申し立て、審査会は2022年7月7日付で森ら3人について「起訴相当」、ほか6人については「不起訴不当」と議決した。
議決を受け特捜部は再捜査を行ったが、12月1日付で9人全員を再び嫌疑不十分で不起訴処分とした。検察審査会は3月30日付で3人について「起訴議決に至らなかった」とする議決を行い、一連の問題の刑事手続きが終了した。